# Arthur Van De Vijver
Arthur Van De Vijver (né le 29 février 1948 à Breendonk, mort le 9 mars 1992 à Bornem) est un ancien coureur cycliste professionnel belge. Il a notamment remporté une étape du Tour d'Espagne en 1976. 

## Palmarès
- 1969
  - 11e étape de la Course de la Paix
  - 2e de la Coupe Egide Schoeters
- 1972
  - Circuit des Trois Provinces (Avelgem)
  - Circuit des bords de l'Escaut
  - 3e du Grand Prix du canton d'Argovie
- 1976
  - 17e étape du Tour d'Espagne
  - 3e du Grand Prix de Péruwelz

## Résultats sur les grands tours

### Tour de France
1 participation 
- 1974 : 96e

### Tour d'Espagne
1 participation 
- 1976 : 41e, vainqueur de la 17e étape